# Karolina Jarzyńska
Karolina Jarzyńska-Nadolska (ur. 6 września 1981 w Oleśnicy) – polska lekkoatletka, specjalizująca się w biegach długodystansowych.

## Kariera
Wielokrotna medalistka mistrzostw kraju na stadionie i w hali, w tym złota medalistka mistrzostw Polski (bieg na 5000 m, Bydgoszcz 2009). W 2009 roku została trzecią zawodniczką organizowanego przez European Athletics plebiscytu na lekkoatletkę października, Polka wygrała w tym plebiscycie głosowanie internautów. 28 marca 2010 w Warszawie ustanowiła rekord Polski w półmaratonie – 1:11:37. Niespełna rok później, w japońskim Muragame poprawiła ten rezultat o ponad minutę. W 2011 roku zawodniczka wypełniła także minimum PZLA na Igrzyska Olimpijskie w Londynie osiągając czas 2:27:16 na zawodach w Jokohamie. W 2012 roku rekordzistka kraju uzyskała w półmaratonie w Nowym Jorku czas 1:11:58, potwierdzając dyspozycję i zdobywając pewne miejsce w drużynie olimpijskiej. Podczas igrzysk olimpijskich w Londynie zajęła 36. miejsce w biegu maratońskim, uzyskując czas 2:30:57. W tym samym roku startowała także na mistrzostwach świata w półmaratonie, rozgrywanych w Kawarnie – z czasem 1:13:45, zajęła 20. lokatę. W 2013 poprawiła kolejny raz rekord Polski w biegu na 10 km, wynikiem 32:09.
Poślubiła swojego trenera, Zbigniewa Nadolskiego. 28 kwietnia 2015 urodziła córkę – Antoninę. Jeszcze w sezonie 2015 powróciła na trasy biegowe.
26 marca 2017 poprawiła kolejny raz rekord Polski w półmaratonie, wynikiem 1:09.53 12 stycznia 2020 poprawiła własny rekord Polski w biegu ulicznym na 10 km, wynikiem 32:08. Wystąpiła na igrzyskach olimpijskich w Tokio (2021), zajmując w maratonie 14. miejsce, z czasem 2:32.04. W październiku 2021 poprawiła kolejny raz rekord Polski w półmaratonie, wynikiem 1:09.18
Zakończyła karierę w 2023

## Rekordy życiowe
- bieg na 1500 metrów – 4:17,38 (2009)
- bieg na 3000 metrów – 9:02,23 (2010)
- bieg na 5000 metrów – 15:25,52 (2013)
- bieg na 10 000 metrów – 31:43,51 (2013) (rekord Polski)
- bieg na 10 kilometrów – 32:08 (2020) były (rekord Polski)
- półmaraton – 1:09:18 (2021) (rekord Polski)
- maraton – 2:26:31 (2014)